# Martin Jehne
Martin Jehne (* 27. Januar 1955 in Hamburg) ist ein deutscher Althistoriker.
Martin Jehne ist Sohn des Mathematikers Wolfram Jehne. 1973 machte er sein Abitur am Nicolaus-Cusanus-Gymnasium Bergisch Gladbach und nahm anschließend ein Studium der Geschichtswissenschaft und Germanistik an der Universität zu Köln auf. Im Dezember 1978 legte Jehne das Erste Staatsexamen ab, bevor er zwischen Januar 1979 und Juli 1980 Mitglied in einem Graduiertenkolleg an der Kölner Universität war. Seit August 1980 arbeitete er als Wissenschaftlicher Mitarbeiter von Hartmut Wolff am Lehrstuhl für Alte Geschichte der Universität Passau. Dort wurde er 1984 promoviert – seine Dissertation Der Staat des Dictators Caesar gilt noch heute als Standardwerk. Bis September 1990 war Jehne als Akademischer Rat an der Passauer Universität tätig, an der er im Dezember desselben Jahres durch die Philosophische Fakultät habilitiert wurde und bis zum Sommer 1991 als Oberassistent am Lehrstuhl für Alte Geschichte weiter arbeitete. Die 1994 publizierte Habilitationsschrift befasste sich mit der griechischen Geschichte im 4. Jahrhundert v. Chr. Seine eigenständige Lehrtätigkeit begann im Sommersemester 1991 mit der Vertretung einer Professur für Alte Geschichte an der Universität Münster. Zum Wintersemester 1992/93 folgte Jehne dem Ruf auf den Lehrstuhl für Alte Geschichte an der Technischen Universität Dresden. Dort war er von Mai 2000 bis Mai 2003 Dekan der Philosophischen Fakultät. 2021 trat Jehne in den Ruhestand, sein Nachfolger wurde 2022 sein Schüler Christoph Lundgreen.
Martin Jehne beschäftigt sich in seinen Forschungen vor allem mit der politischen Geschichte der Römischen Republik und Kaiserzeit. Hier ist er unter anderem als Biograph Caesars bekannt – sein Werk Caesar wurde bereits in mehrere Sprachen übersetzt. 1998 wurde Jehne für mehrere Jahre Mitglied der Kommission für Alte Geschichte und Epigraphik und zugleich ordentliches Mitglied des Deutschen Archäologischen Instituts. Von 2000 bis 2006 war er Fachgutachter für Alte Geschichte bei der Deutschen Forschungsgemeinschaft. Des Weiteren war Jehne Mitglied des Auswahlausschusses zur Vergabe von Stipendien der Alexander von Humboldt-Stiftung und seit 2000 Betreuer am Europäischen Graduiertenkolleg 625 „Institutionelle Ordnungen, Schrift und Symbole / Ordres institutionelles, écrit et symboles“ der TU Dresden. Seit Juli 2017 war er Teilprojektleiter im Dresdner Sonderforschungsbereich 1285 „Invektivität. Konstellationen und Dynamiken der Herabsetzung“.
Jehne war bzw. ist Mitherausgeber verschiedener wissenschaftlicher Zeitschriften und Schriftenreihen – seit 1999 der Klio-Beihefte, seit 2001 für mehrere Jahre auch der Historia und Historia-Einzelschriften sowie seit 2004 der Enzyklopädie der griechisch-römischen Antike. Für 2019 wurde ihm der Karl-Christ-Preis zugesprochen.
Seit März 1982 ist Jehne verheiratet. Aus dieser Ehe stammen zwei Kinder.

## Schriften (Auswahl)
Monografien
- Der Staat des Dictators Caesar (= Passauer historische Forschungen, Band 3), Köln/Wien 1987 (zugleich: Diss., Universität Passau, 1984), ISBN 3-412-06786-5.
- Koine Eirene. Untersuchungen zu den Befriedungs- und Stabilisierungsbemühungen in der griechischen Poliswelt des 4. Jahrhunderts v. Chr. (= Hermes Einzelschriften, Band 63), Stuttgart 1994 (zugleich: Habil.-Schrift, Universität Passau, 1990), ISBN 3-515-06199-1.
- Caesar (= Beck’sche Reihe Wissen, Band 2044), München 1997 (6. aktualisierte Auflage 2024; italienische Übersetzung: Giulio Cesare, Bologna 1999; spanische Übersetzung: Julio César, Madrid 2001; chinesische Übersetzung: Hunan 2002; gekürzte Fassung als Hörbuch: Berg am Starnberger See 2007), ISBN 3-406-41044-8.
- Die Römische Republik. Von der Gründung bis Caesar (= Beck’sche Reihe Wissen, Band 2362), München 2006 (3. Auflage 2014; italienische Übersetzung: Roma nell' età della repubblica, Bologna 2008), ISBN 3-406-50862-6.
- Der große Trend, der kleine Sachzwang und das handelnde Individuum. Caesars Entscheidungen (= dtv Taschenbücher, Band 24711), München 2009, ISBN 3-423-24711-8.
- Freud und Leid römischer Senatoren. Invektivarenen in Republik und Kaiserzeit. Vierte Verleihung des Karl-Christ-Preises für Alte Geschichte am 27. April 2019 in Bern an Prof. Dr. Martin Jehne (= Karl-Christ-Preis für Alte Geschichte, Band 4). Vandenhoeck & Ruprecht, Göttingen 2020, ISBN 978-3-946317-71-5.
- Bernhard Linke, Christoph Lundgreen, Rene Pfeilschifter und Claudia Tiersch (Hrsg.): Ausgewählte Schriften zur römischen Republik. Franz Steiner Verlag, Stuttgart 2022, ISBN 978-3-515-13298-5.

Herausgeberschaften
- Demokratie in Rom? Die Rolle des Volkes in der Politik der römischen Republik (= Historia Einzelschriften, Band 96). Steiner, Stuttgart 1995, ISBN 3-515-06860-0.
- mit René Pfeilschifter: Herrschaft ohne Integration? Rom und Italien in republikanischer Zeit (= Studien zur Alten Geschichte, Band 4), Verlag Antike, Frankfurt am Main 2006, ISBN 3-938-03211-1.
- mit Winfried Müller und Peter E. Fäßler: Ungleichheiten. 47. Deutscher Historikertag in Dresden 2008. Berichtsband. Vandenhoeck & Ruprecht, Göttingen 2009, ISBN 978-3-525-36387-4.
- mit Christoph Lundgreen: Gemeinsinn und Gemeinwohl in der römischen Antike. Steiner, Stuttgart 2013, ISBN 978-3-515-10327-5.
- mit Bernhard Linke und Jörg Rüpke: Religiöse Vielfalt und soziale Integration. Die Bedeutung der Religion für die kulturelle Identität und die politische Stabilität im republikanischen Italien (= Studien zur Alten Geschichte, Band 15), Verlag Antike, Heidelberg  2013, ISBN 978-3-938032-58-9.
- mit Francisco Pina Polo: Foreign „clientelae“ in the Roman Empire. A reconsideration (= Historia Einzelschriften, Band 238). Steiner, Stuttgart 2015, ISBN 978-3-515-11061-7.
- mit Florian Haymann und Wilhelm Hollstein: Neue Forschungen zur Münzprägung der Römischen Republik: Beiträge zum internationalen Kolloquium im Residenzschloss Dresden 19.–21. Juni 2014 (= Nomismata, Band 8). Habelt Verlag, Bonn 2016, ISBN 978-3-7749-4048-2.